# Chite (banda)
Chite es una banda de punk colombiana fundada en el año 2002 en la ciudad de Bogotá, Influenciados por la música de The Ramones y por bandas argentinas del mismo género como 2 Minutos y Attaque 77, los músicos Mario Mayorga (bajo), Diego Santos (guitarra), Darío Bernal (batería) y Juan Camilo La Rotta (voz) conformaron la alineación clásica de la agrupación. 
En sus más de 20 años de existencia se ha convertido en una de las bandas de punk rock más activas y prolíficas del país, con seis discos de estudio publicados, varios recopilatorios y participación destacada en tributos a importantes bandas de Rock y Punk.
La propuesta musical de Chite se caracteriza por canciones cargadas de crítica social y humor, han participado en algunos de los festivales más importantes del país; en varias de sus canciones han mencionado a bandas que han sido influencia, así como también es común el uso de curiosas analogías relacionadas con perros además de lenguaje coloquial.

## Historia
Fundada en el año 2002 por Mario y Diego, quienes después de tocar con varios amigos, encontraron en Darío y Camilo los componentes necesarios para formar a "Chite" (cuyo nombre corresponde a la palabra utilizada para ahuyentar a los perros), trabajaron de manera ardua para publicar en 2005 su primera placa denominada 15 Escupitajos Bailables Vol. 1. En este primer álbum critican de manera cómica e irreverente la idiosincrasia colombiana, apreciable fácilmente en temas como "Costeño en Bogotá" o "Obrero micrero", así como temáticas mucho más complejas como el fanatismo religioso en "Dios Al Revez".
En 2006 aparece su segundo álbum Punk Para Planchar Vol. 2. Este tiene elementos más críticos al sistema político en sus letras, como en  "Garavito Presidente", pero también humor ácido apreciable en "Sid Vicious Jaramillo" o "Mariachi Luchador" además se aprecia la influencia de Ramones en "La punkera de mi barrio" canción que guarda similitud (al menos en su letra) con la clásica Sheena Is a Punk Rocker. Por esta época realizaron la ya clásica canción de apertura de la serie animada 4 Extraños en DC, además de aparecer en el Tributo Colombiano a La Pestilencia y grabar la versión libre de "Now I Wanna Be A Good Boy" (original de Ramones) titulada "Un buen Ramone". Entre 2008 y 2010 la banda aparecería en varios recopilatorios, participaron del tributo colombiano a The Ramones titulado Camino a la ruina junto a otras agrupaciones colombianas del género como Complejo R, Retrete y R.A.Z.A. y participaran con algunos temas inéditos del doble Split 2+2=0 junto a las bandas R.A.Z.A., Kraneo Negro y Roñosos estas dos últimas de Argentina.
En el 2010 la banda publica su nuevo larga duración Canchosas pero Sabrosas Vol. 3, de nuevo con canciones muy cercanas a la realidad política y social del país, haciendo críticas incisivas al gobierno de turno en temas como "Inseguridad Democrática" y "Juventudes Uribistas", así como canciones más personales y alegres. En el 2012 participa en el festival de Rock Calibre en Cali, y en Rock al Parque en Bogotá, y logra ser reconocida como una de las bandas de punk rock más activas del país, con más de 65 canciones grabadas y publicadas independientemente, además de lograr conseguir el afecto y la empatía del público punk rocker colombiano. Con motivo de los 10 años de la banda, este mismo año sale el recopilatorio "Vida Canchosa".
Dos años después se publica Ladridos Prohibidos con una mejor producción que sus anteriores entregas además de incluir uno de sus primeros videoclip oficiales para el tema “Por una rajita” dirigido por Augusto Mora el 7 de agosto de 2015 lanzan su primer EP que incluye material en vivo "Música para hacer el amor en el país más feliz del mundo" este trabajo mantiene la base rítmica de Chite con sus ya tradicionales irreverentes mensajes de denuncia social e institucional como el de ‘Soy la ley’, que satiriza los abusos de la fuerza pública y "La cumbia del delito", retrato de la inseguridad cotidiana en las calles colombianas. en 2017 lanzan Alegrías de perro viejo que ha suscitado buenas críticas y un gran recibimiento por sus seguidores a diferencia de anteriores entregas las letras de este álbum son más personales aunque como novedad existe una interesante conexión entre el punk y sonidos tradicionales latinoamericanos que se establece en varias de las canciones del disco.

## Miembros
- Juan Camilo La Rotta - Voz
- Mario Mayorga - Bajo
- Diego Santos - Guitarra
- Darío Bernal - Batería
- Sergio Cañón - Guitarra

## Discografía

### Álbumes de estudio
- 2005 - 15 Escupitajos bailables Vol. 1
- 2006 - Punk para planchar Vol. 2
- 2010 - Canchosas pero sabrosas Vol. 3
- 2013 - Ladridos prohibidos
- 2015 - Música para Hacer el Amor (En el País Más Feliz del Mundo)
- 2017 - Alegrías de perro viejo
- 2022 - Radio Surfin Distrital
- 2022 - Calentado Trasnochado (Sudaka e Internacional)

### Recopilatorios
- 2012 - Vida canchosa
- 2021 - Ebrias pulgas del ayer
- 2022-  "A perro viejo todo son resacas 20 años de tiendas y punk rock"

### Compilatorios
- 2008 - Camino a la Ruina. Tributo Colombiano a Ramones
- 2008 - “Rock Disidente”
- 2009 - 2+2=0 (Junto a las bandas R.A.Z.A., Kraneo Negro y Roñosos)
- 2010 - Radionica Vol. 3
- 2011 - "Odiamos el Rock Nacional". Tributo al Rock Colombiano
- 2016 - “Tributo Colombiano a Misfits”
- 2021 - “Punks no mueren Vol 1”
- 2023-"Recopila 3 x CH. El Pogo Continúa"